# Spedizione Astor

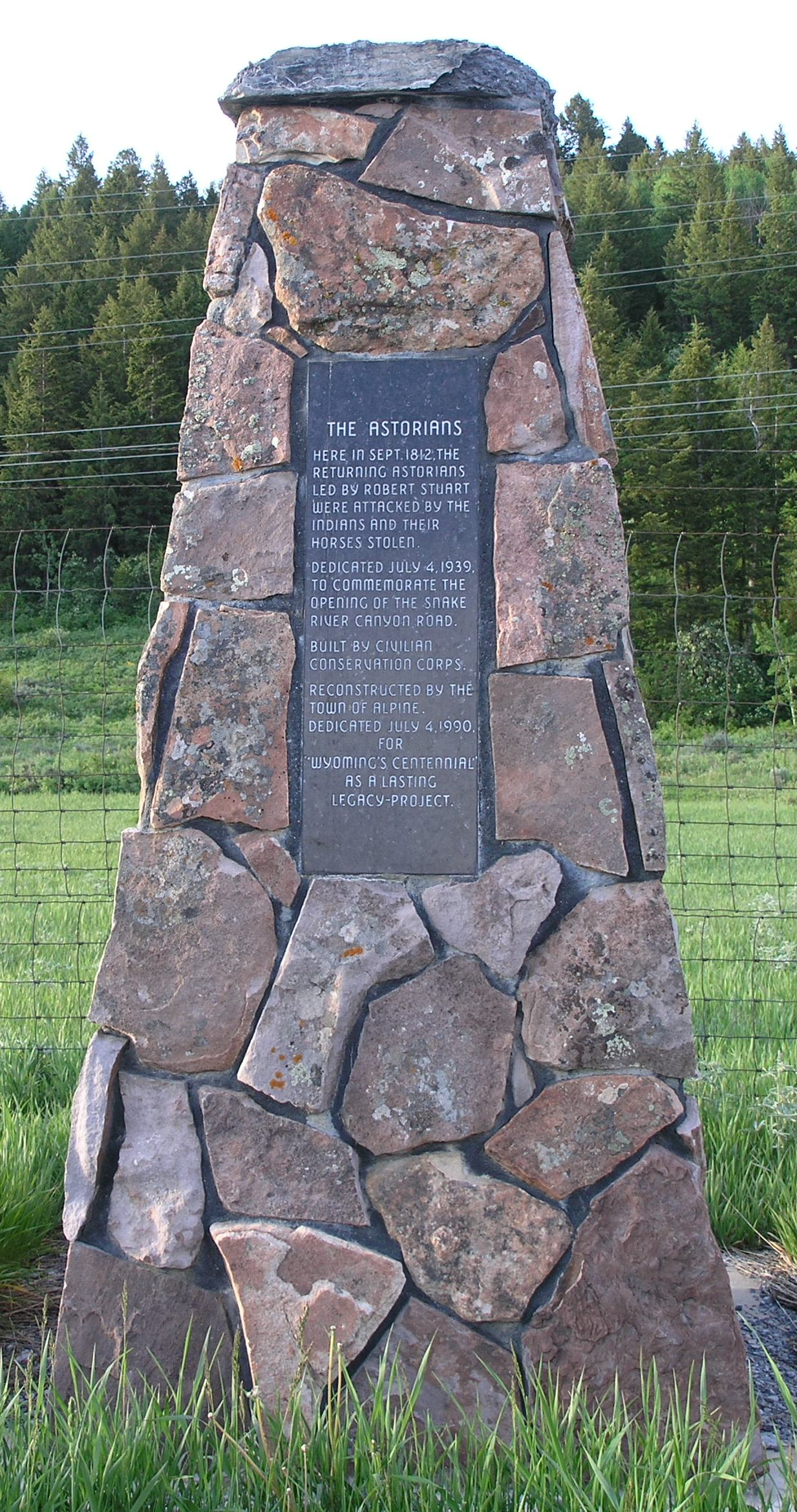
La targa che segna il punto, lungo il fiume Snake, in cui agli Astoriani furono rubati i cavalli da un gruppo di nativi americani nel settembre del 1812.

La spedizione Astor, compiuta tra il 1810 ed il 1812, è stata la seconda spedizione via terra, da St. Louis fino alla foce del fiume Columbia, dopo il Corps of Discovery, guidata da Meriwether Lewis e William Clark.

## Storia

### Overland Expedition
La spedizione Astor prende il nome di John Jacob Astor, che ne finanziò lo svolgimento. A volte è chiamata "Hunt Party", dal nome di Wilson Price Hunt, che fu il responsabile del gruppo. Sarebbe più corretto chiamarla Overland Expedition della Pacific Fur Company. I membri della spedizione sono comunemente chiamati Overland Astorians.

## Astorianiin Oregon
Due componenti sopravvissuti della spedizione Astor, Étienne Lucier e Joseph Gervais, divennero agricoltori nella French Prairie (una porzione della prateria nordamericana) e parteciparono al Champoeg Meetings.